# مدرسة العلوم الحيوانية والبيطرية (تشارلز ستورت)
مدرسة العلوم الحيوانية والبيطرية (بالإنجليزية: School of Animal and Veterinary Sciences)‏ هي مدرسة للطب البيطري بجامعة تشارلز ستورت الأسترالية.